# Potomje
Potomje falu Horvátországban, Dubrovnik-Neretva megyében. Közigazgatásilag Orebićhez tartozik.

## Fekvése
Makarskától légvonalban 46 km-re délkeletre, Dubrovnik városától légvonalban 69, közúton 94 km-re északnyugatra, községközpontjától légvonalban 13, közúton 17 km-re keletre, a Pelješac-félsziget közép-nyugati részén fekszik.

## Története
Az itt élő első ismert nép az illírek voltak, akik az i. e. 2. évezredben jelennek meg. A magaslatokon épített erődített településeken éltek. Településeik maradványai megtalálhatók a Pelješac-félsziget több pontján. Az illírek halottaikat kőből rakott halomsírokba temették, melyek általában szintén magaslatokon épültek. Ilyen halomsír található a település határában is a Szent György templom közelében. Az illírek i. e. 30-ig uralták a térséget, amikor Octavianus hadai végső győzelmet arattak felettük.
A település a középkor óta folyamatosan lakott volt,  14. századtól a 18. század végéig a Raguzai Köztársasághoz tartozott. Egyházilag a pelješaci plébániához tartozott, mely akkoriban a félsziget legnagyobb területű plébániája volt. Területe Trsteniktől Trpanjon át Orebićig húzódott. 1806-ban a Raguzai Köztársaságot legyőző franciák uralma alá került, de Napóleon bukása után 1815-ben a berlini kongresszus a Habsburgoknak ítélte. 1857-ben 442, 1910-ben 409 lakosa volt. 1918-ban az új szerb-horvát-szlovén állam, majd később Jugoszlávia része lett. Mivel a település a félszigetet átszelő hegylánc északi oldalán fekszik, a hozzá tartozó napsütötte déli lejtők és a tengerpart könnyebb elérése érdekében 1976-ban 400 méter hosszú alagutat fúrtak a hegyen át. Ennek megépítése előtt ugyanis a helyi lakosok csak a hegyen átkelve, fáradságosan tudták megközelíteni szőlőskertjeiket és olajfa ültetvényeiket. Eszközeiket kézben, vagy szamarakon, öszvéreken szállították. Ember és állat egyaránt elfáradt, mire a hegytetőre ért, ezért ezen a helyen kőkeresztet állítottak, ahol kissé megpihenhettek. 2011-ben a településnek 252 lakosa volt.

## Népesség

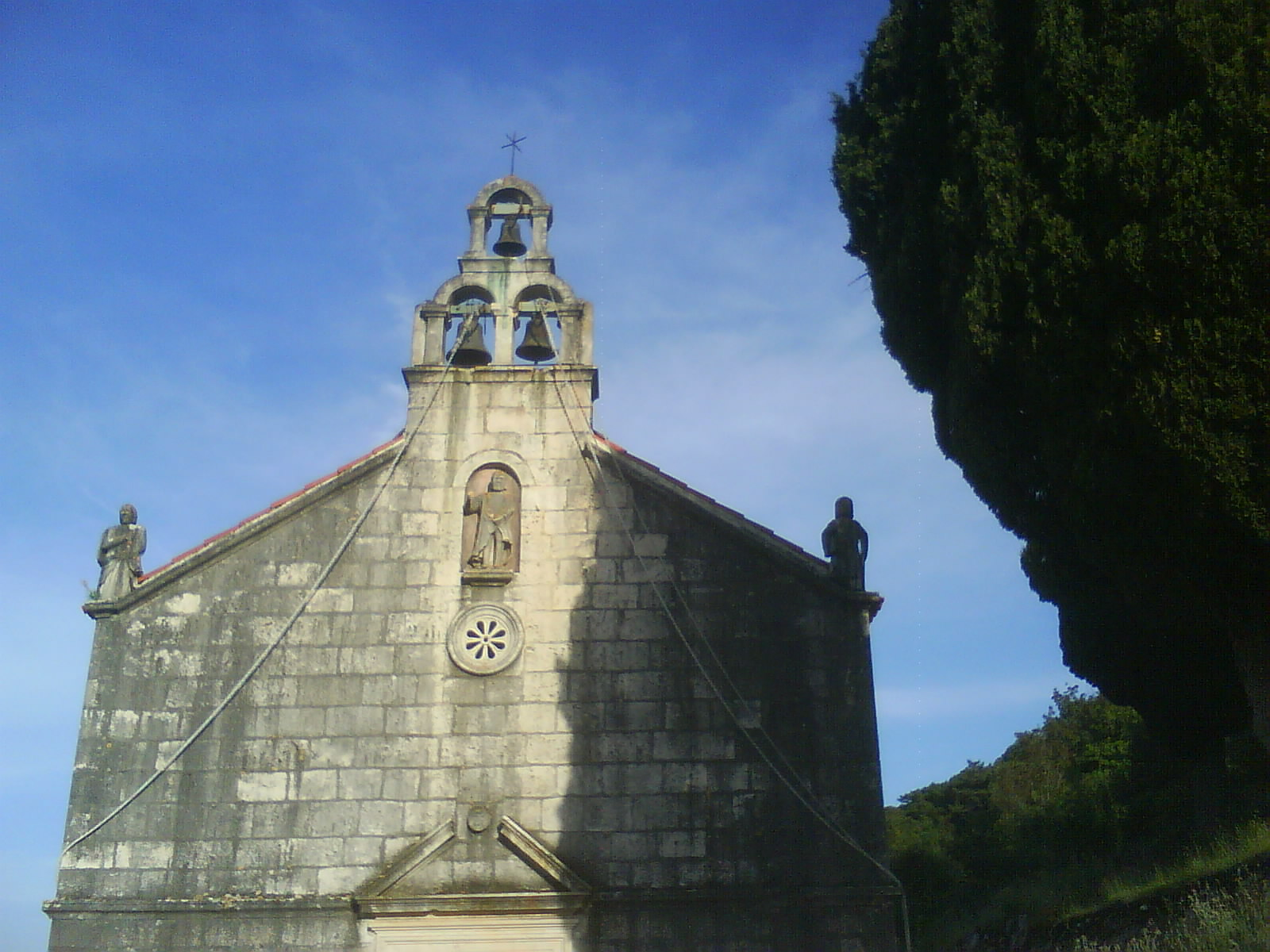
A Szent Tamás templom

| Lakosság változása | Lakosság változása | Lakosság változása | Lakosság változása | Lakosság változása | Lakosság változása | Lakosság változása | Lakosság változása | Lakosság változása | Lakosság változása | Lakosság változása | Lakosság változása | Lakosság változása | Lakosság változása | Lakosság változása | Lakosság változása |
| ------------------ | ------------------ | ------------------ | ------------------ | ------------------ | ------------------ | ------------------ | ------------------ | ------------------ | ------------------ | ------------------ | ------------------ | ------------------ | ------------------ | ------------------ | ------------------ |
| 1857               | 1869               | 1880               | 1890               | 1900               | 1910               | 1921               | 1931               | 1948               | 1953               | 1961               | 1971               | 1981               | 1991               | 2001               | 2011               |
| 442                | 379                | 409                | 400                | 410                | 409                | 413                | 418                | 331                | 348                | 353                | 340                | 299                | 264                | 256                | 252                |

## Nevezetességei
- A település felett áll a korai barokk stílusban épített 17. századi Szent Tamás templom. Egyhajós, kőből épített, négyszög alaprajzú épület, homlokzata felett három harang számára épített nyitott harangtoronnyal. A homlokzatot kis rózsaablak és három szobor díszíti.
- A falu feletti azonos nevű magaslaton áll a Szent György templom. Első írásos említése 1616-ban történt.
- A faluban álló Szent Lúcia kápolnát a Šimunković család építette fogadalomból 1895-ben családi házuk udvarán. Karcsú kapuzata felett óra, az oromzaton a harang számára kialakított fém gloriett látható.
- A Szent Vid templom a Kuna felé eső mezőn egy kis dombon áll, melyen középkori temető található. Román stílusú épület alacsony, félköríves apszissal.
- A temetőben áll a 14. századi Szent Péter Pál templom, melyet először 1395-ben említenek.
- Különleges látványosság a falu feletti hegy oldalába vájt 400 méter hosszú alagút, melyet 1976-ban építettek a falu déli területeinek könnyebb megközelítésére.

## Gazdaság
A település lakóinak fő bevételi forrása a mezőgazdaság és a turizmus. Potomje az egyik központja a legjobb minőségű horvát vörösborok (Dingač, Postup, Plavac) termelésének. A lakosság legnagyobb része szőlőtermesztéssel, a minőségi borok előállításával foglalkozik.

## Sport
Az NK Grk Potomje labdarúgóklubot 1920-ban a alapították, a megyei másodosztályban szerepel. Nevét az egyik nevezetes szőlőfajtáról kapta